# Possibilisme llibertari
El possibilisme llibertari va ser una tesi d'un sector del moviment llibertari en Espanya que sense renunciar a les finalitats clàssiques de l'anarquisme de lluita per la superació de l'Estat i el capitalisme va acceptar elements del règim demoliberal de la II República Espanyola per desenvolupar la seva activitat. Va tenir una important participació en la Revolució social espanyola de 1936, moderant-la.
D'aquest corrent han sorgit reiterades propostes de participació en els mecanismes de l'Estat, així per exemple en 1938 el secretari general de la Confederació Nacional del Treball (CNT), Horacio Martínez Prieto, va proposar que la Federació Anarquista Ibèrica es convertís en el Partit Socialista Llibertari i participés en la socialdemocràcia; també en el ple de la CNT celebrat al juliol de 1945 a Carabaña, Madrid, el seu secretari en funcions, José Expósito Leiva, va proposar la creació d'un Partit Llibertari. En l'anomenat "Manifest dels disset", del 23 de març de 1948, Miguel García Vivancos i altres membres destacats de l'exili llibertari espanyol, com Gregorio Jover Cortés proposaven la creació del Partit Obrer del Treball, representació parlamentària de la CNT. Cap d'aquestes propostes tirarà endavant. En aquesta línia se situaria el Partit Sindicalista d'Ángel Pestaña de 1934 i el Partit Laborista de 1945-1947, vinculat a ex membres de la CNT.

## Possibilisme contemporani
El Partit Sindicalista va ser refundat en 1976, amb escàs èxit. Les organitzacions anarcosindicalistes Organització Central de Treballadors de Suècia (SAC) –de Suècia– i Confederació General del Treball (CGT) –d'Espanya– participen en eleccions sindicals, per la qual cosa de vegades se les hi considera dins del possibilisme, tot i que, en general, les seves activitats són autònomes a la política.